# Augmentativ
Augmentativ, ordbildning för att beskriva storhet, oftast med hjälp av ett suffix som är egenartat för språket. Motsatsen till augmentativ är diminutiv.
I spanskan används bl.a. suffixet -ote, -ota, -ón, -ona, -azo, -aza för att förstora ett substantiv. I esperanto används infixet -eg- (en del av suffixet) för att förstora ett substantiv, till exempel domo "hus" → domego "stort hus".
I svenskan kan augmentativ skapas genom att lägga till förleden "stor-", jätte- mega-, som till exempel storljuga, jättefångst eller megastor.